# Richard Koll

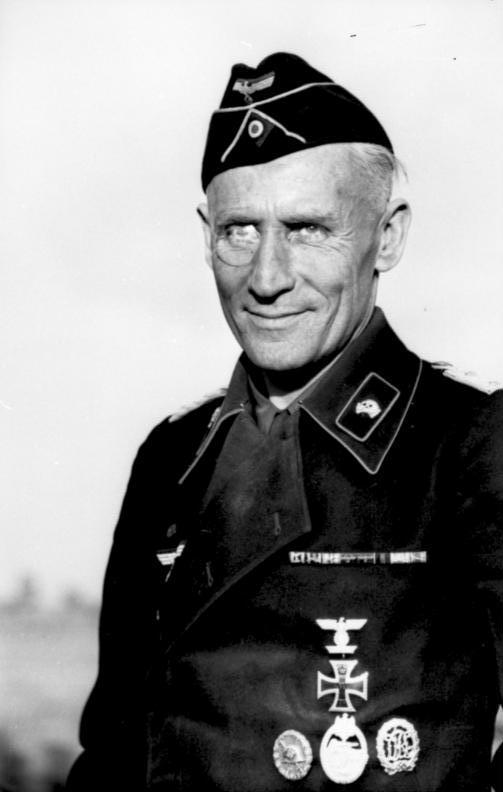
Richard Koll als Oberst, 1941

Richard Koll (* 7. April 1897 in Koblenz; † 13. Mai 1963 in Berlin) war ein deutscher Generalleutnant im Zweiten Weltkrieg.

## Militärkarriere
Koll wurde im Kadettenkorps ausgebildet und nahm am Ersten Weltkrieg teil, in dem er mit beiden Klassen des Eisernen Kreuzes ausgezeichnet wurde. Nach Kriegsende erfolgte seine Übernahme in die Reichswehr und eine Verwendung in der Kraftfahrtruppe. Im Herbst 1937 wurde er Kommandeur der II. Abteilung des Panzer-Regiments 11. Die Ernennung zum Kommandeur Panzer-Regiment 11 erfolgte am 1. Januar 1940. Dieses führte er in Frankreich und Russland. Koll wurde für seine Leistungen als Regimentskommandeur am 15. Juli 1941 das Ritterkreuz des Eisernen Kreuzes verliehen.
Vom 1. Januar bis 19. Februar 1944 kommandierte er während der Korsun-Schewtschenkowsker Operation die 1. Panzer-Division. Er wurde anschließend Chef des Wehrmachtkraftfahrwesens.
Er wurde 1945 von britischen Truppen gefangen genommen und 1946 aus der Kriegsgefangenschaft entlassen.